# People's Computer Company
People's Computer Company (PCC, lett. "azienda di computer del popolo") è stata un'organizzazione informatica statunitense fondata nei primi anni settanta a Menlo Park (California), autrice dal 1972 di una storica newsletter nota come People's Computer Company, poi People's Computers e infine Recreational Computing.
La PCC era particolarmente interessata alla diffusione e divulgazione dell'informatica personale, ed era sostenuta dalla fondazione educativa Portola Institute, che finanziava anche il periodico Whole Earth Catalog.

## Storia
L'associazione deriva da un piccolo gruppo che si occupava di educazione informatica, Dymax, fondato intorno al 1970 da Bob Albrecht e Dennis Allison a Menlo Park nell'ambito del Portola Institute. Ispirato dal Whole Earth Catalog, Albrecht decise di creare un periodico, che fu approvato dall'istituto purché fosse economico.
La newsletter PCC fu avviata da Bob Albrecht e George Firedrake nel 1972.
Il nome fu ispirato a Bob Albrecht dal gruppo di Janis Joplin Big Brother and the Holding Company, nel senso che quel gruppo musicale non era veramente un'azienda, e allo stesso modo la PCC all'epoca non era ancora un'azienda.
Dopo la nascita del periodico, Allison, Albrecht e alcuni altri costituirono l'omonima associazione come società didattica non profit, attiva nelle partecipazioni a convegni sull'educazione, nelle presentazioni informatiche e nell'editoria informatica.
Dalle riunioni che l'associazione teneva il mercoledì per presentare i propri progetti, nel 1975 nacque il Homebrew Computer Club.
PCC fu anche la prima editrice, nel 1976, della rivista poi divenuta Dr. Dobb's Journal.
Costituitasi come incorporation non profit, la PCC Inc. ha continuato a occuparsi di educazione e informatica fino ai primi anni 2000.

## Newsletter
La prima newsletter di People's Computer Company, pubblicata nell'ottobre 1972, si presentò in questa maniera:
Aveva formato da quotidiano e cadenza bimestrale. Da maggio/giugno 1977 cambiò nome in People's Computers e formato in uno più simile alle riviste tradizionali. Da gennaio/febbraio 1979 cambiò nome in Recreational Computing e adottò anche la carta patinata.
La rivista aveva grafica semplice, ma i contenuti erano paragonabili a quelli delle riviste informatiche che presto avrebbero avuto grande diffusione nel mondo. Fin dal primo numero diede grande importanza all'apprendimento del linguaggio BASIC.
La newsletter smise di essere pubblicata nel 1981.
Bob Albrecht fu redattore di PCC per i primi cinque anni circa e teneva una rubrica di 1-2 pagine chiamata Dragonsmoke (lett. "fumo di drago"), dove parlava del più e del meno. Successivamente creò un'altra rivista di informatica denominata Dragonsmoke.